# Антонін Фівебр
Антонін Фівебр (чеськ. Antonin Fivebr, нар. 22 листопада 1888, Прага — пом. 26 лютого 1973, Прага) — чехословацький футболіст, півзахисник. По завершенні ігрової кар'єри — футбольний тренер.

## Ігрова кар'єра
Народився 22 листопада 1888 року в місті Прага. Грати Фівебр розпочав в «Олімпії» (Старе Місто) на позиції нападника. Восени 1909 року функціонер празької «Спарти» Брофт перетягнув його до празького клубу. Вболівальники старомістської команди за це дали Антоніну два ляпаси, а Брофта обплювали. В «Спарті» Фівебр грав до 1920 року, крім періоду першої світової війни. За довгу добру службу «Спарта» обдарували Антоніна Фівебра «за вірність» «вічній і залізній» «Спарті» золотим годинником «Омега», але його витягли у нього з кишені в празькому трамваї 11-го маршруту.
З 1920 року три сезони Фівебр провів в італійській «Брешії», проте особливих досягнень не здобув, хоча деякий час був навіть граючим тренером команди.

## Кар'єра тренера
Після завершення виступів за «Брешію», Антонін 12 років тренував іспанські клуби, проте значних досягнень з піренейськими клубами не здобув.
1935 року (за іншими даними — навесні 1936 року) Фівебр перебрався до СРСР як держтренер з футболу Всесоюзного комітету з фізкультури і спорту, але й тут не зміг отримати видатні результати і 1938 року покинув Союз.
У роки Другої світової війни Фівебр працював тренером команди «Вікторія» (Жижков), а після звільнення — в «Єдноті» (Кошице).
Останнім місцем тренерської роботи був клуб «Спартак» (Трнава), команду якого Антонін Фівебр очолював як головний тренер.
У 1952 році — до його 70-річчя — його нагородили званням заслуженого майстра спорту.
Помер 26 лютого 1973 року на 85-му році життя у місті Прага.